# 1999 BQ14
1999 BQ14 är en asteroid i huvudbältet som upptäcktes den 24 januari 1999 av den australiensiske astronomen Frank B. Zoltowski i Woomera.
Asteroiden har en diameter på ungefär 3 kilometer.